# Dublin (Ohio)
Dublin ist eine City in Franklin, Delaware und Union County im US-Bundesstaat Ohio. Der nordwestliche Vorort von Columbus, der Hauptstadt des Bundesstaates, hat eine Einwohnerzahl von 49.328 (Stand: Volkszählung 2020) und eine Fläche von 54,8 km².
Dublin ist der Sitz des Online Computer Library Center und Namensgeber für das bibliographische Datenformat Dublin Core.

## Geschichte
Die erste urkundliche Erwähnung der Siedlung entstammt dem Jahr 1802. Sie zählte noch im Jahr 1970 nur 681 Einwohner. Die Einwohnerzahl wuchs nach der Fertigstellung der Autobahn Interstate 270. Im Jahr 1987, in dem der Ort die Stadtrechte erhielt, erreichte sie etwa 10.000 Einwohner. Im Jahr 2004 wurde die Einwohnerzahl auf rund 34.300 geschätzt.

### Einwohnerentwicklung
| Jahr | Einwohner¹ |
| ---- | ---------- |
| 1980 | 3.855      |
| 1990 | 16.366     |
| 2000 | 31.392     |
| 2020 | 49.328     |

¹ 1980 – 2020: Volkszählungsergebnisse des US Census Bureau

## Bildung
In der Stadt sind drei High Schools tätig: Dublin Coffman High School, Dublin Scioto High School und die erst 2004 eröffnete Dublin Jerome High School.

## Söhne und Töchter der Stadt
- Nate Ebner (* 1988), American-Football-Spieler
- Alan Becker (* 1989), Webanimator, YouTuber und Künstler
- Bradley McDougald (* 1990), American-Football-Spieler
- Sean Kuraly (* 1993), Eishockeyspieler
- Oyesade Olatoye (* 1997), Kugelstoßerin und Hammerwerferin
- Abby Steiner (* 1999), Sprinterin

## Menschen mit einem Bezug zur Stadt
- Vivek Ramaswamy (* 1985), Unternehmer und politischer Aktivist, lebt mit seiner Familie in Dublin